# Tørrings skolehistorie
Tørrings skolehistorie går tilbage til midten af 1600-tallet. Tørring er beliggende i Hedensted Kommune.

## De første skoler i sognet
Den første skole i Tørring synes at være oprettet 1634 – eller 1643, der er lidt uoverensstemmelser i kilderne. Om regelmæssig skolegang og professionelt uddannede lærere har der ikke været tale. En del af lærerne har vel været fallerede studenter, afdankede militærfolk m.v. De tidligste indberetninger talte da også om utilfredsstillende resultater på området: Lærerne var ofte uduelige, elever og forældre til tider vrangvillige. Forældrene beholdt således ofte eleverne hjemme om sommeren, fordi de skulle hjælpe til i landbruget. Lærerens løn var hvad han selv kunne dyrke på sin jordlod og hvad forældrene gav ham.
Det var ikke kun i Tørring By, der fandt undervisning sted. Det er også dokumenteret, at der har været undervisning i Plougstrup og på Stougaards Mark, i hvert fald med en art vinterskole (om vinteren havde børnene jo tid).
Først fra 1853, hvor sognet får sin første seminarieuddannede lærer, kommer der mere styr på tingene. Herefter har lærerne alle en seminarieuddannelse. Dette blev i øvrigt først lovbefalet med Folkeskoleloven af 1899.
Fra 1867 får kvinder ret til ansættelse ved de offentlige skoler. I 1898 ansættes den første lærerinde ved Tørring Skole. Hun hed Laura Nielsen. Hun blev i 1914 gift med en af skolens lærere, den inden for arkæologien så navnkundige Frode Kristensen, men hun fortsatte som lærerinde. Hun søgte sin afsked i 1922.
I 1887 blev kommuneskolen, der ellers havde ligget syd for Tørring Kirke, flyttet op nord for kirken. Der havde været en del problemer med den gamle bygning, bl.a. fugtproblemer, som man tidligere, i 1828, havde prøvet at reparere sig ud af. Den nye plads var velvalgt, for her var der kommuneskole indtil 1988.

## Almueskoleloven af 1814 og dens virkninger
I skoleloven af 1814 blev der indført undervisningspligt for alle børn fra 7-årsalderen til konfirmationen. Man skulle tilstræbe at der var to klasser. Børnene gik tre år i "den lille klasse" og fire år i "den store". Skolebygningen skulle således i princippet huse de to klasser samt en lærer og dennes familie. Derfor var datidens skolehuse små og beskedne. En lille sidebemærkning: Sjovt nok havde den udvidede skolebygning fra 1917 to skolegårde: en lille gård for de mindre elever, og en stor gård for de store. Mon det var et ekko af den gamle ordning?

## Pædagogik i 1800-tallet
Undervisningen i sognenes små skolehuse kunne naturligvis ikke klares af læreren alene, så man indførte den såkaldte Lancasterske undervisningsmetode, der var udviklet af englænderen Joseph Lancaster (Improvements of Education, London 1803; The British System of Education, London 1810). 
Lancaster, som i 1798 i London-bydelen Southwark havde åbnet en gratis skole for fattige børn, havde udviklet en undervisningsmetode, der som en væsentlig ingrediens havde den såkaldte "indbyrdes undervisning" (the mutual eller monitorial system). Klassen deltes op i mindre hold, og de ældre elever, the monitors, underviste de yngre.
Nogenlunde samtidig med Lancaster udtænkte skotten Andrew Bell en tilsvarende pædagogik for undervisning af fattige indiske børn i Madras, hvorfor man undertiden taler om den Bell-Lancasterske metode.

## Folkeskoleloven af 1899 – offentlig og privat skoledrift
Med skoleloven af 1899 forbedredes kommunernes muligheder for at finansiere skolevæsenet, idet staten forpligtedes til at yde et væsentlig tilskud. Derved kunne kommmunerne få råd til at forbedre skolestandarden.
Men der var i Tørring også private skoler. Således var der i begyndelsen af 1900-tallet en småbørnsskole og hele tre private skoler, som søgtes af ganske mange børn. De private skoler synes dog undertiden at have været små, således at der fx kunne undervises i lærerens stue. 
If. "Træk af Tørring Sogns Historie" havde privatskolerne i 1915 112 elever, mens kommuneskolen havde 138. 
Tørring kommune støttede indtil 1917 de private skoler med tilskud for at aflaste sin egen kommuneskole.
En af de private skoler hed Tørring Privatskole, som var den eneste der overlevede i længere tid. Men derom senere.

## Kommuneskolebygninger nord for Tørring Kirke
Kommunens skole var som nævnt i 1887 flyttet op nord for kirken. Med anlæggelsen af privatbanen skete der en ganske stor stigning af børnetallet, så sognerådet vedtog bygningen af en ny og større skole på den gamles plads. Den blev indviet i 1917.
Bygningen af den gav – med en enkelt undtagelse – dødsstødet til de private skoler i byen.
I 1950'erne var der behov for ændring af den efterhånden noget forældede bygning. Desuden var det blevet besluttet at nedlægge mellem- og realskolen i stationsbyen og overføre eleverne til kommuneskolen. En gennemgribende modernisering og udvidelse gennemførtes 1954-55. 
Denne skolebygning stod til 1988, hvor den afløstes af den nuværende skole, som blev færdiggjort i flere etaper og blev indviet 1988.
Den nye kommuneskole er beliggende Skolevænget 4.
Den gamle skolebygning blev kort efter nedrevet. På dens sted er der nu en noget trist parkeringsplads.

## Tørring Mellem- og Realskole
Tørring Mellem- og Realskole er for længst en saga blott, men dens bygninger kan stadig beses. Skolen havde til huse i den store bygning, der ligger på Bredgade ved siden af Tørring Bodega.
I 1906 åbnedes Tørring Privatskole, der byggede et skolehus, som senere blev kernen i realskolen. Privatskolen bestod af fire undervisningslokaler og en gymnastiksal. Der var bolig på førstesalen. På grund af mangel på plads i kommunens skole, gav kommunen tilskud til eleverne på Tørring Privatskole, så skolens økonomi var sådan set ganske udmærket. Da kommuneskolen nord for kirken var blevet udvidet kraftigt i 1916-17, fjernede kommunen imidlertid disse tilskud, hvilket stillede den private skole meget dårligt. I løbet af kort tid havde skolen flere bestyrere – sådan kaldtes skolelederne – som hurtigt gav op, formentlig på grund af den dårlige økonomi. 
I 1920 blev imidlertid skolens "redningsmand" ansat som bestyrer, nemlig Marius Buhl, en højt begavet og visionær mand med et stort organisatorisk talent. Han udvidede skolen "opad" ved at få bygget en ekstra etage på, ligesom der blev opført en sidebygning. Men det væsentligste var, at Buhl fandt ud af, at noget af det der manglede i byen måtte være en mellem- og realskole. Det blev lidt af et guldæg.
Begrebet "mellemskolen" var opstået i forbindelse med Loven om Højere Almenskoler fra 1903. Efter folkeskolens 5. klasse kunne eleven optages i den 4-årige mellemskole og herefter fortsætte i den 1-årige realklasse eller det 3-årige gymnasium.
Man havde fra Tørring Privatskoles side siden 1910 jævnligt indstillet elever til mellemskole- og endda til præliminæreksamen, men skolen havde ikke eksamensret, så eleverne blev eksamineret andetsteds, typisk i Brædstrup. Buhl søgte om og fik ret til i 1923 at føre op til mellemskoleeksamen, og i 1924 til at føre op til realeksamen. Man optog fra nu af først elever, når de var gamle nok til at komme i 1. mellem, som det hed. Dermed var skolens fremtid sikret. Navnet blev nu ændret til Tørring Mellem- og Realskole.
Der var ikke den store konkurrence med kommuneskolen, som kun havde elever op til 7. klasse.
Marius Buhl beretter at han i begyndelsen af 1950'erne, da han havde passeret de 60 år, foreslog kommunen, i forbindelse med planerne for udvidelsen af kommuneskolen, at man skaffede plads til en mellem- og realskoleafdeling på den ombyggede skole. Han ville da sælge sin skole til kommunen. Dette blev godkendt i kommunalbestyrelsen – eller sognerådet som det hed dengang – og i forbindelse med indvielsen af den ombyggede kommuneskole i 1955, nedlagdes Tørring Mellem- og Realskole, og elever og lærere overførtes til Tørring Kommuneskole.
Marius Buhl selv opgav arbejdet som skolemand. Han sad på det tidspunkt i Folketinget og var et fremtrædende medlem af partiet Venstre, så han har formentlig følt salget som lidt af en lettelse. I 1955 var han 65 år gammel. Han gik ud af Folketinget i 1960, men fortsatte endnu fire år i Nordisk Kulturkommission. Han døde i 1975.